# William Douglas, 1. Earl of Douglas

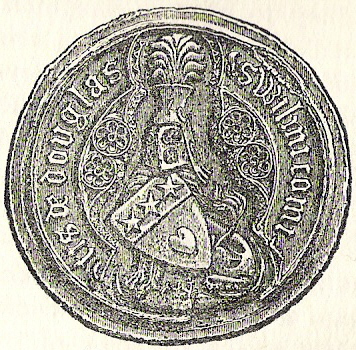
Siegel des William, 1. Earl of Douglas mit der Darstellung des Herzens von Robert Bruce

Wappen Douglas, Earl of Mar

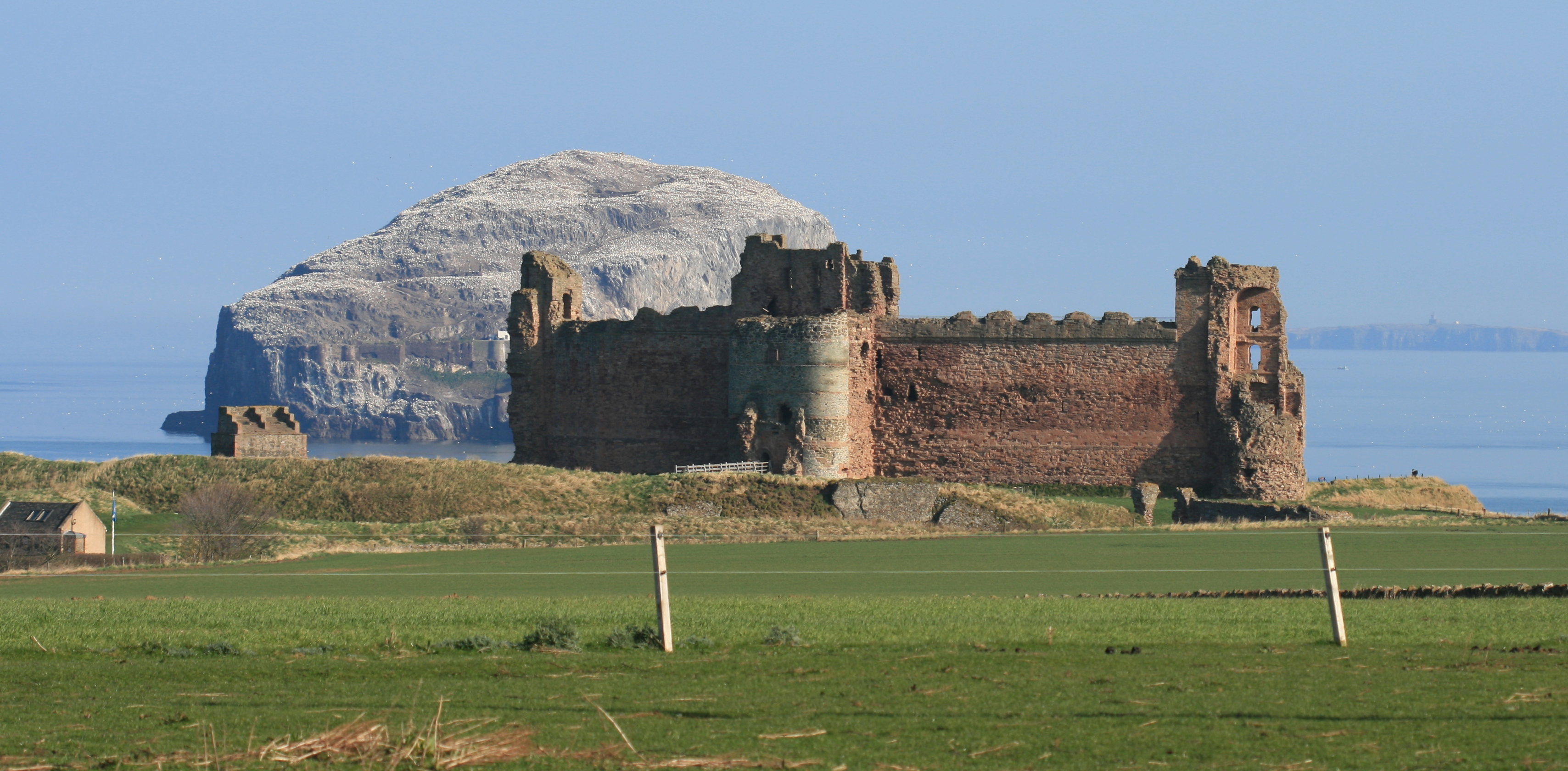
Tantallon Castle

William Douglas, 1. Earl of Douglas (* um 1330; † Mai 1384 in Douglas, South Lanarkshire) war ein schottischer Adeliger.
William war ein Sohn des schottischen Regenten Sir Archibald Douglas, welcher 1333 gefallen war und dessen Frau Beatrice, Tochter des Alexander Lindsay of Crawford. Er war auch Neffe des Generals und Heerführers Sir James of Douglas († 1330), sowie des Hugh „the Dull“ of Douglas († 1347), der ihm im 26. Mai 1342 die Ländereien der Familie überließ. Im August 1353 erschlug er seinen Vetter dritten Grades Sir William Douglas of Liddesdale.
William kämpfte in der Schlacht von Poitiers am 19. September 1356, in der er verwundet wurde.
Im Jahr 1357 heiratete er Margaret, 10. Countess of Mar, Tochter und zu dieser Zeit bereits Erbin des Domhnall, 8. Earl of Mar und dessen Frau Isabella (oder Isabel) Stewart. Infolge seiner Ehe wurde er 1357 führte er selbst den Höflichkeitstitel Earl of Mar und nahm die Verwaltung des Earldoms aus ihrem Recht (iure uxoris) wahr. Am 26. Januar 1358 wurde er selbst durch David II. als Earl of Douglas zum Peer erhoben. Er bekleidete auch das schottische Amt des Warden of the Marches.
William Douglas gehörte zu den eifrigsten Verfechtern der schottischen Unabhängigkeit und bekämpfte die Regierung Davids II., die für die schottische Thronfolge einen englischen Prinzen in Erwägung zog. Er ließ Tantallon Castle erbauen. 
William war nur einmal verheiratet, obwohl ihm einzelne Historiker (möglicherweise auf Grund von Namensgleichheiten) weitere Ehen vor dem Jahr 1357 zuschreiben. Aus der Ehe mit Margaret stammen:
- James Douglas, 2. Earl of Douglas
- Isabel Douglas, 11. Countess of Mar

Weiter werden genannt: Eine unbelegte Ehe mit Margaret (oder Agnes) Dunbar, der sein Sohn James entstammen soll. Eine weitere Ehe mit seiner Schwägerin Margaret Stewart, Countess of Angus, Tochter des Thomas Stewart, 2. Earl of Angus und Witwe des Thomas, 9. Earl of Mar ist zwar nicht bewiesen, aber zumindest existierte diese Liaison: Mit ihr hatte er sowohl einen Sohn George, späterer  1. Earl of Angus und Begründer der sogenannten „Roten Linie“ der Douglas-Familie; sowie eine Tochter Margaret, die 1404 von ihrer Halbschwester Isabel mit Ländereien beschenkt wurde.